# 亞歷山大蛋糕
亚历山大蛋糕是一种来自拉脱维亚的甜点，得名于沙皇亚历山大三世对现今拉脱维亚首都里加的国事访问。
它由充满覆盆子蜜餞或覆盆子果酱的糕点条所组成，在传统上作为午餐或晚餐的甜点食用，有时也可用于下午茶。在食用前一天必须做好，因为切蛋糕之前糖霜必须变硬，这需要约1天左右的时间。
在丹麥有一種類似的覆盆子蛋糕；而在德语区，也存在一种同名的蛋糕，但其主要成分为杏仁和葡萄干。同样在芬兰也有一种被称为亚历山大蛋糕的类似糕点，但是它却得名于俄国沙皇亚历山大一世，该蛋糕自1818年以来一直在芬兰生产。

### 注解
1. ↑  丹麥語：
2. ↑  芬蘭語：